# 水原義重
水原義重（ 1887年9月3日—1968年8月13日），日本帝国陆军的軍人，最后以中将軍銜退役。

## 經歷
1887年（明治20年），水原義重出生於爱媛县 ，毕业於陸軍士官學校第20期。1933年（昭和8年）就任獨立守備步兵第2大隊隊長，1935年晋升为陆军步兵大佐，同时就任丸龟团区司令官。1936年成為第1师团司令部附屬官 ，並被分配到国学院大学。1937年改任关东军野战铁道司令部龙山支部長，後於1938年晋升陆军少将 。
1939年出任新設的独立混成第七旅團長，被派往中國戰場执行掃蕩山西晉中的任务。随后歷任独立混成第八旅團長（1940年），第五十五师團司令部附屬官（1941年三月），第55師團兵務部長（1941年八月）。1943年任福冈陆军军需运输管制部长 ，1944年9月起兼任第1船舶輸送司令部附屬官 。1945年1月15日就任西部军司令部附屬官 ， 1月20日起代理第128師團長 。3月1日晋升中将，正式成為第128師师長，戰爭結束時身處羅子溝。